# Bourg-de-Péage Drôme Handball
Bourg-de-Péage Drôme Handball er en fransk kvindehåndboldklub, hjemmehørende i Bourg-de-Péage. Klubben rykkede op bedste kvindelige fransk håndboldrække: Championnat de France de Handball i 2017.